# 神奈川県立秦野南が丘高等学校
神奈川県立秦野南が丘高等学校（かながわけんりつ はだのみなみがおかこうとうがっこう）は、かつて神奈川県秦野市南が丘一丁目にあった県立高等学校。通称は「ガオカ」。

## 概要
小田急小田原線秦野駅から徒歩20分。一般コースと生涯スポーツコースが設置されていた。閉校時点での在校生は約600名。
- 2006年3月には男子バレーボール部が全国大会「春高バレー」に出場し全国ベスト16の成績を残している。
- 2008年3月には男子柔道部が第30回全国高等学校柔道選手権大会に出場。神奈川県高校柔道において公立高校として初の団体での全国大会出場という快挙を成し遂げている。
- 神奈川県立の高校では唯一の天文台施設がある。
- 2008年4月に神奈川県立大秦野高等学校と統合し神奈川県立秦野総合高等学校という総合学科高校に移行した。（設備は当校のものを継承使用）

## 著名な出身者
- 吉田栄作 - （俳優）
- 三平和司 - （サッカー選手）
- 細谷将司 - （バスケットボール選手）
- 菊地凛子-（女優）